# ویله میت
ویله میت  (به انگلیسی: Willemite) با فرمول شیمیایی  از مجموعه کانی هاست و از نام پادشاه هلند Willem اخذ شده‌است. محلول در HCl ZnO:۷۲٫۹۶٪ SiO۲:۲۷٫۰۴٪ برای اولین بار در آمریکا کشف شد و از نظر شکل بلور: رمبوئدر - ورقه ای، رنگ: سفید - متمایل به سبز - متمایل به زرد - خاکستری - قهوه‌ای - آبی سبز، شفافیت: شفاف - نیمه شفاف، شکستگی: صدفی - دندانه ای، جلا: چرب - مات، رخ: کامل- مطابق با سطح /۱۱۲۰/، سیستم تبلور: تری گونال و در رده‌بندی سیلیکات است همچنین خاصیت مغناطیسی ندارد و منشأ تشکیل آن ثانوی - دگرگونی است.
همایند کانی‌شناسی (پارانژ) آن سختی - چگالیاپیدوت - اولیوین و غیره- زیرکن- اسمیت زونیت- همی مورفیت- فرانکلینیت و غیره است
، از نظر ژیزمان بلوری - آگرگات شعاعی - دانه‌ای - توده‌ای کمیاب است و بیشتر در آلمان غربی، زامبیا، استرالیا و آمریکا یافت می‌شود.